# 반구천의 암각화
반구천의 암각화는 대한민국 울산광역시 울주군 대곡천 일대의 선사 시대 암각화 유적 2기를 일컫는 말로, 2025년 대한민국의 17번째 유네스코 세계유산에 등재되었다.  이 일대에는 기원전 5000년부터 9세기경에 걸쳐 새겨진 암각화가 밀집되어 있으며, 석기나 금속기를 이용하여 새겨진 것으로 추정된다. 암각화는 선사 시대에서 역사 시대에 이르는 시간동안 새겨져왔다.
2025년 유네스코는 "뛰어난 관찰력을 바탕으로 그려진 사실적인 그림과 독특한 구도는 한반도에 살았던 사람들의 예술성을 보여주며, 다양한 고래와 포경의 주요 단계를 담은 희귀한 주제를 선사시대 사람들의 창의성으로 풀어낸 걸작"이라고 평가했다. 또한 "선사시대부터 약 6000년간 이어진 암각화의 전통을 증명하는 독보적인 증거이자, 한반도 남동부 해안 지역 사람들의 문화 발전을 집약적으로 보여준다"고 평가했다.

## 구성
반구천의 암각화는 국보 울주 대곡리 반구대 암각화와 울주 천전리 명문과 암각화를 포함하는 유산이다. 두 암각화가 새겨진 바위는 지질학적으로 중생대 백악기의 퇴적암 지층 경상 누층군 대구층에 해당한다. 이중 대곡리 반구대 암각화는 1971년 발견된 높이 4m, 너비 10m 규모의 'ㄱ'자형 절벽에 새겨진 선사시대의 바위그림으로, 호랑이와 멧돼지, 사슴, 소, 토끼 등 동물들과 사냥 장면이 선과 점 등 기하학적 무늬 등으로 묘사되어 있다. 천전리 암각화는 신석기시대 동심원과 겹마름모 같은 기하학적 무늬부터 청동기를 거쳐 신라시대 글, 그림까지 625점이 새겨져 있다.

### 암각화
배를 이용한 고래 사냥 장면의 조각들은 매우 상세하게 묘사되었으나, 1970년대에는 고고학적 증거가 부족하여 정확한 연대 추정이 어려웠다. 편평한 혈암 표면에 쪼거나 긁는 방식으로 새겨진 약 300여 점의 암각화 대부분은 동물 형상이다. 표현된 다양한 동물 종류로는 북방긴수염고래, 혹등고래, 귀신고래, 향유고래를 포함한 고래류, 바다거북, 기각류(물범 등), 연어와 같은 어류, 바닷새와 같은 해양 동물과, 고라니, 노루, 호랑이, 표범, 늑대, 여우, 멧돼지와 같은 육상 동물이 있다.
새겨진 대부분의 인물은 나체 상태이며 측면으로 묘사되어 있다. 이들은 활을 들고 사냥하거나, 팔을 들고 악기로 보이는 막대기를 불고 있다. 또한, 동물들은 종과 생태를 한눈에 구별할 수 있을 만큼 충분히 상세히 묘사되어 있다. 동물 형상 중에서는 고래류가 가장 많다. 이들은 암벽의 왼쪽에 위치하며, 사슴과 같은 육상 동물은 오른쪽에 무리를 지어 있다. 이러한 바다와 육상의 구분은 절벽의 자연적 위치에 의해 영향을 받는데, 유적지 앞의 강물이 왼쪽으로 흘러 바다와 만나고, 반대편은 산악 지대에 있기 때문이다.
떼 지어 헤엄치는 고래들은 위에서 본 시점으로 매우 생생하게 표현되어 있으며, 새끼를 등에 업은 고래, 물 위로 뛰어오르며 배를 드러내는 고래, 그리고 측면에서 고래류의 숨 쉬는 모습을 보여주는 파노라마식 장면들이 있다. 또한, 거꾸로 뒤집혀 수평으로 묘사된 고래들은 죽은 것으로 보인다. 민족지학적 자료에 따르면, 수평 및 수직선 무늬는 북아메리카 원주민들이 사용했던 고래 해체선과 매우 유사하다. 고래 떼 위에 배치된 세 마리의 거북은 고래들을 인도하는 것처럼 보인다. 거북은 종종 수중 세계와 육상 세계를 잇는 존재로 여겨진다. 암벽 하단에 있는 물고기들은 상세하게 묘사된 머리와 수많은 움푹 팬 자국으로 덮인 몸통을 가지고 있으며, 물고기가 뛰어오르는 장면을 보여준다. 고래들 근처에는 가마우지와 비슷한 새 한 마리가 힘껏 날아오르며 부리에 물고기를 물고 있다. 숲 속 동물들은 주로 측면으로 묘사되어 있어 네 발 동물의 민족지학적 특징을 효과적으로 보여준다.
도구, 배, 부구, 작살, 그물, 댐, 활 등의 조각들은 고래 사냥 장면이나 그물을 이용한 호랑이 사냥 장면처럼, 암각화가 제작되던 시기의 삶을 증명하는 정보를 담고 있다. 유사하게, 반구대 암각화와 가까운 지역인 부산 동삼동 패총에서 발견된 그물 자국은 신석기 시대에 그물이 고래 사냥뿐만 아니라 육상 동물 사냥에도 사용되었음을 보여준다. 물고기 덫의 조각들도 그곳에 표현되어 있다. 반구대 암각화는 명확하게 묘사된 고래 사냥 장면을 통해 탁월한 고고학적 가치를 지닌다. 곡선형의 배에는 17명, 7명 또는 5명의 사람들이 탑승하고 있다. 어떤 배들은 고래류와 부구와 함께 묘사되어 있으며, 고래 위에 작살이 새겨져 있는 모습도 보인다. 이 장면들은 반구대 유적의 제작 연대를 추정한 최근 연구에 따르면 세계에서 가장 오래된 고래 사냥 묘사이다. 한국 남동부의 패총에서 발견된 동물 및 고래 유해에 대한 여러 분석 결과는 기원전 5000년에서 1500년경의 존재를 증명한다. 또한, 2005년 창녕 비봉리 패총에서 발견된 목선과 2010년 울산 황성동 패총에서 발견된 작살에 뚫린 고래뼈는 신석기 초기 고래 사냥의 명확한 증거이며, 분석 결과는 기원전 6000년에서 1000년 사이의 연대를 확정한다.

### 울주 대곡리 반구대 암각화
울주 대곡리 반구대 암각화(蔚州 大谷里 盤龜臺 岩刻畵)는 울산광역시 울주군 언양읍에 위치한 암각화이다. 태화강 상류의 지류 하천인 대곡천의 중류부 경상 누층군 대구층 절벽에 위치하고 있다. 대한민국의 문화재로 국보 제285호로 지정되었으며, 2025년 7월 14일 울주 천전리 명문과 암각화와 함께 '반구천의 암각화'라는 명칭으로 유네스코 세계 유산으로 지정되었다.

### 울주 천전리 명문과 암각화
울주 천전리 명문과 암각화(蔚州 川前里 銘文과 岩刻畫)은 신석기 시대부터 신라에 이르기까지 여러 시대에 걸쳐 경상 누층군 대구층 바위에 새겨져 온 암각화이다. 태화강의 지류인 대곡천의 상류에 위치하여 있다. 1970년 12월에 동국대학교박물관 학술조사단에 의하여 발견되었다. 1973년 5월 8일 대한민국의 국보 제147호로 지정되었으며, 2025년 7월 14일 울주 대곡리 반구대 암각화와 함께 '반구천의 암각화'라는 명칭으로 유네스코 세계 유산으로 지정되었다.

## 발견
천전리 각석은 1970년 12월 24일 원효와 화랑에 대한 유적 조사를 하던 불교미술사학자 황수영과 문명대에 의해 발견되었다. 그러나 당시 한국 내에 암각화를 전문으로 연구하는 학자가 없었기 때문에 불교미술사를 전공한 문명대는 암각화 전문가를 목표로 다시 공부를 시작했다. 또한, 문명대는 천전리 각석 조사 발굴 중에 주변 마을 사람들의 이야기를 듣고, 학회 발표 후에 친구인 이융조와 배를 빌려 강을 거슬러 올라가 확인한 결과, 1971년 12월 25일 반구대 암각화를 발견했다.

## 보존
반구대 암각화군은 1971년에 발견되었으나, 1965년에 건설된 사연댐 때문에 이미 댐으로 인해 형성된 호수 속에 잠겨 있었다. 1년에 2~3개월 이상 물에 잠기는 상태이며, 수몰과 노출의 반복으로 인한 훼손이 우려되어왔으나 이 댐이 울산 지역 산업 활동을 위한 중요한 수자원을 창출하며 경제적 가치가 컸기 때문에, 반구대 암각화는 지난 40년간 어떠한 보호 조치도 받지 못했다. 1995년 국보로 지정된 후, 2000년에는 한국 암각화 발견 30주년을 기념하는 국제 학술 심포지엄에서 논의가 시작되었다. 이후 암각화의 보존 필요성에 대한 인식이 널리 공유되기 시작했으며, 포르투갈 포스 코아(Foz Côa) 유적의 사례 등을 바탕으로 논의가 시작되었다. 2003년에는 적절한 보존 방안을 찾기 위한 과학적 연구가 수행되었다. 세 가지 해결책이 제안되었는데, 댐 수위 하향 조정, 수로 변경, 또는 유적지 앞에 수위 조절벽 설치였다. 그러나 수자원공사, 문화재청, 지방 정부 간에 의견이 엇갈려 논의는 수년 간 결론 없이 지속되었다. 댐 수위를 낮추는 방안이 강력하게 추진되었지만, 이는 상당한 수자원 손실을 초래했다. 2009년에는 지역 의원들의 민원 제기에 따라 국회에서 국무총리가 유네스코 세계유산 목록에 등재하여 이 유산을 보존하겠다는 약속을 하면서 사안은 새로운 국면을 맞이했다. 같은 해, 암각화가 물에 잠기지 않도록 사연댐에 수문을 설치하는 방안이 최종적으로 채택되었다. 2024년에 발주가 완료되었으며, 2030년 완공을 목표로 삼았다. 한편, 사연댐 저수지는 공업 도시인 울산의 공업용수 및 생활용수의 중요한 수원지이므로, 암각화 보존과 취수 문제를 동시에 해결하기 위해 지자체와 정부 간 협력이 중요하다는 의견도 같이 나왔다.

## 확대 등재 가능성
인근 포항시에는 칠포리 암각화군·인비리 암각화군, 경주시에는 안심리 암각화군, 고령군에는 지산동 암각화 등의 암각화군이 있으며이 암각화군들은 울산의 암각화군과 함께 형산강·영일만 일대에서 발전해 온 것으로 간주되어, 2019년에 울산 암각화군과 함께 세계문화유산 등재를 목표로 한 바가 있다.

## 같이 보기
- 암각화
- 선사시대
- 울산광역시의 지질
- 경상 누층군 대구층